# Defter
Un defter (turco otomano, plural: defterler; del persa دفتر daftar, plural: دفاتر dafātir) es un término del lenguaje administrativo otomano que significa libro, expediente o registro e históricamente fue un tipo de registro de impuestos y catastro de tierras en el Imperio Otomano. 
Derivado de defter es el título de defterdar, uno de los puestos más elevados entre los altos cargos financieros del Imperio Otomano, y también defterhane, que designaba la oficina de administración financiera en el palacio del sultán.

## Origen del término
El término deriva del griego διφθέρα, diphthera, literalmente "piel de animal procesada", "cuero", "piel", que apunta a un libro con páginas de pergamino de cabra usado junto con papiro en la Antigua Grecia. Prestado al árabe como دفتر: daftar que significa libro. El término 'difteria', enfermedad contagiosa aguda causada por el Corynebacterium diphtheriae (bacilo de Klebs-Loffler) tiene el mismo origen.
Incluso en el idioma turco moderno, la palabra se usa y significa cuaderno, libreta o bloc de notas.

## Defter en fuentes históricas
La práctica administrativa otomana ya había alcanzado un alto nivel de registro en el siglo XV. Los turcos recurrieron a modelos persas y del Imperio bizantino. Tanto las instituciones centrales en la corte del Sultán como en los ministros de las provincias produjeron gran cantidad de libros y documentos oficiales que cubrían una amplia variedad de importantes asuntos gubernamentales. En los dafātir, por ejemplo, se registraban los militares, el consumo de los recursos de la corte y el ejército, se listaban los jueces de un sanjacado o los funcionarios subordinados reunían las instrucciones de sus superiores.
Con mucho, la forma más numerosa de los dafātir fueron los registros fiscales detallados (tahir defterleri). En ellos, todas las familias de una provincia estaban registradas con sus bienes muebles e inmuebles. No es infrecuente que poseyeran información casi completa sobre la distribución de la propiedad de la tierra, el valor de la tierra y los ingresos esperados. Además, contenían información sobre etnia y religión porque podría afectar a las obligaciones o exenciones fiscales (incluido el impuesto de capitación) y el estado legal de cada familia, como hombres adultos y viudas. El defter-i hakâni era un registro de la propiedad, también utilizado con fines fiscales.
Y por ejemplo, los receptores de tierras militares (timar) se mostraban por separado. Además, estos dafātir se subdividían con otra información relevante desde un punto de vista fiscal, divididos según nahiye y localidad, a veces teniendo en cuenta formas especiales de riqueza, como fundaciones islámicas o monasterios cristianos. Estos tipos de defter eran a su vez censales y catastrales. 
Cada ciudad tenía un defter y, por lo general, un funcionario o alguien con una función administrativa para determinar si la información debía registrarse. Generalmente era un hombre erudito que tenía conocimiento de las regulaciones estatales. El defter también se utilizaba para registrar las interacciones familiares como el matrimonio y la herencia.
Para la investigación histórica, por tanto, son fuentes importantes para la demografía y la historia económica y social de los países dominados por los otomanos. Su edición y evaluación es una de las principales tareas de los estudios otomanos. Permite una comprensión más profunda de la propiedad de la tierra entre los otomanos y es particularmente útil cuando se intenta estudiar los asuntos diarios de los ciudadanos otomanos. Sin embargo, los registros no documentan ni a los askerî (nobles) que no pagaban impuestos, ni tampoco, o solo indirectamente, los movimientos migratorios entre las áreas del imperio.

## Daftars en India
Registros de este tipo también se conocen como daftars en el norte de la India, por ejemplo, el daftar de Peshwa de Pune.